# Desa Kesiman Petilan
Desa Kesiman Petilan är en administrativ by i Indonesien.   Den ligger i provinsen Provinsi Bali, i den sydvästra delen av landet, 1 000 km öster om huvudstaden Jakarta. Desa Kesiman Petilan ligger på ön Bali.